# 리얼 (만화)
《리얼》(일본어: リアル, REAL)은 슬램 덩크의 작가로 유명한 이노우에 타케히코가 슈에이샤의 청년 만화 잡지인 주간 영 점프에 부정기적으로 연재 중인 농구 만화 작품이다. 2020년 11월 기준으로 리얼은 160만 본 이상 발매되었다.